# John Weiser
John Weiser es un deportista estadounidense que compitió en vela en la clase Tornado. Ganó dos medallas de plata en el Campeonato Mundial de Tornado, en los años 1972 y 1973.

## Palmarés internacional
| Campeonato Mundial | Campeonato Mundial | Campeonato Mundial | Campeonato Mundial |
| Año                | Lugar              | Medalla            | Clase              |
| ------------------ | ------------------ | ------------------ | ------------------ |
| 1972               | Travemünde (RFA)   | Medalla de plata   | Tornado            |
| 1973               | Toronto (Canadá)   | Medalla de plata   | Tornado            |